# Az NKVD 00485. számú parancsa
A szovjet Belügyi Népbiztosság (NKVD) 00485. számú parancsát („Приказ НКВД от 11.08.1937 № 00485”) 1937. augusztus 11-én adták ki Nyikolaj Ivanovics Jezsov  belügyi népbiztos aláírásával „a Lengyel Katonai Szervezet kémhálózatának teljes likvidálására”. Ezzel indult el a totális sztálini terror és az etnikai alapú tömeggyilkosságok.

1937 augusztusában a szovjet állami terror a „belső ellenségek”: kulákok, papok, hívők, bűnözők után a nemzetiségek ellen fordult. Sztálin az 1919-20-as lengyel–szovjet háború óta nem bízott a lengyelekben, Jezsov pedig tartott az NKVD lengyel származású veterán tisztjeitől, ezért azt állította, hogy megtalálta az egész Szovjetuniót behálózó, Sztálin életére törő hálózatot, a „Lengyel Katonai Szervezetet” (Polska Organizacja Wojskowa). A koncepció szerint az összeesküvők a pártvezetésbe, a katonaságba és az NKVD irányításába is beszivárogtak, ezért a népbiztos augusztus 11-én kiadta a 00485. számú parancsot „a Lengyel Katonai Szervezet kémhálózatának teljes likvidálására”.
Mivel az összeesküvés valójában nem létezett, Jezsov utasítására gyakorlatilag minden lengyel származású, vagy lengyeles nevű, sőt akár csak római katolikus vallású személy érintetté vált. Válogatás nélkül vitték el az embereket, a faluról falura járó állambiztonságiak sok helyen a teljes lakosságot összegyűjtötték. Elhurcolták a papokat, de még a lengyel kommunistákat is. Szovjet állami dokumentumok szerint közel 140 ezer embert érintett az akció, akiknek mintegy 80%-át halálra ítéltek és azonnal kivégeztek.
A lengyelek elleni tömegterror mintává vált más nemzetiségek elleni támadásnak is: 1937-38-ban 16 ezer lett, 8 ezer észt, 9 ezer finn „kémet” öltek meg.